# Media
|  | No s'ha de confondre amb Mèdia. |

Media és una vila dels Estats Units a l'estat d'Illinois. Segons el cens del 2000 tenia 130 habitants.

## Demografia
Segons el cens del 2000, Media tenia 130 habitants, 56 habitatges, i 39 famílies. La densitat de població era de 29,5 habitants/km².
Dels 56 habitatges en un 30,4% hi vivien nens de menys de 18 anys, en un 58,9% hi vivien parelles casades, en un 7,1% dones solteres, i en un 28,6% no eren unitats familiars. En el 23,2% dels habitatges hi vivien persones soles el 16,1% de les quals corresponia a persones de 65 anys o més que vivien soles. El nombre mitjà de persones vivint en cada habitatge era de 2,32 i el nombre mitjà de persones que vivien en cada família era de 2,78.
Per edats la població es repartia de la següent manera: un 18,5% tenia menys de 18 anys, un 10,8% entre 18 i 24, un 25,4% entre 25 i 44, un 23,8% de 45 a 60 i un 21,5% 65 anys o més.
L'edat mediana era de 43 anys. Per cada 100 dones de 18 o més anys hi havia 96,3 homes.
La renda mediana per habitatge era de 35.125 $ i la renda mediana per família de 36.500 $. Els homes tenien una renda mediana de 30.625 $ mentre que les dones 25.781 $. La renda per capita de la població era de 20.149 $. Aproximadament el 5,9% de les famílies i el 12,4% de la població estaven per davall del llindar de pobresa.

## Poblacions properes
El següent diagrama mostra les poblacions més properes.